# لوکا بوناچیچ
لوکا بوناچیچ (کرواتی: Luka Bonačić; زاده ۲۱ مارس ۱۹۵۵ در اسپلیت، کرواسی) بازیکن بازنشسته و مربی فوتبال اهل کرواسی است.

## اوایل زندگی
بوناچیچ در ۲۱ مارس ۱۹۵۵ در اسپلیت، کرواسی به دنیا آمد. این شهر در آن زمان جزئی از جمهوری یوگسلاوی به‌شمار می‌آمد. وی فوتبال را به‌طور جدی از آکادمی فوتبال اشپلیت آغاز کرد و در سال ۱۹۶۹ در ۱۴ سالگی در "هایدوک اشپلیت" پذیرفته شد.

## دوران بازی در زمین
او در سال ۱۹۷۰ قراردادش را با هایدوک امضا کرد و به‌طور رسمی آغاز به کار کرد. بوناچیچ ۴۵ بازی در این باشگاه انجام داد و ۸ بار گل زد. در سال ۱۹۷۹ وارد باشگاه گرس‌هاپر زوریخ شد ولی پس از یک سال به بوخوم پیوست. وی در سال ۱۹۸۶ پس از بازی برای ملبورن کرواسی خود را بازنشسته کرد. در سال ۱۹۸۲ برای تیم ملی کرواسی برگزیده شد اما هرگز برای آن‌ها بازی نکرد.

## دوران مربیگری
بوناچیچ به این دلیل که به استعدادهای جوان اجازهٔ خودنمایی و رشد می‌دهد در میان مربیان شناخته شده‌است.

### مربیگری در ایران
بوناچیچ در ایران سابقهٔ مربیگری در باشگاه‌های فولاد خوزستان، استقلال اهواز، سپاهان اصفهان، ذوب‌آهن اصفهان، مس کرمان و گسترش فولاد تبریز را دارد.
او توانست تیم فوتبال سپاهان اصفهان را به مقام نایب قهرمانی لیگ قهرمانان آسیا ۲۰۰۷ برساند و در جام باشگاه‌های جهان ۲۰۰۷ نیز این تیم را هدایت کرد.
علاوه بر آن در دو دورهٔ متوالی جام حذفی در جام حذفی ۸۵-۱۳۸۴ و جام حذفی ۸۶-۱۳۸۵ تیم سپاهان را به مقام قهرمانی رساند.
وی همچنین تیم مس کرمان را به مقام نایب قهرمانی جام حذفی ۹۳–۱۳۹۲ رسانده است.

## آمار
به روز شده در ۱۴ اکتبر ۲۰۱۱
| کشور              | تیم               | آغاز        | پایان       | Record | Record | Record | Record | Record | Record  | Record | Record |
| کشور              | تیم               | آغاز        | پایان       | بازی   | برد    | تساوی  | باخت   | گل‌زده  | گل‌خورده | +/-    |        |
| ----------------- | ----------------- | ----------- | ----------- | ------ | ------ | ------ | ------ | ------ | ------- | ------ | ------ |
| کرواسی            | وارتکس            | ژوئن ۱۹۹۵   | ژوئن ۱۹۹۶   | ۲۲     | ۱۱     | ۶      | ۵      | ۲۹     | ۱۹      | +۱۰    |        |
| کرواسی            | هایدوک اسپلیت     | ژانویه ۱۹۹۷ | دسامبر ۱۹۹۸ | ۵۲     | ۳۱     | ۱۰     | ۱۱     | ۸۹     | ۴۲      | +۴۷    |        |
| ایران             | فولاد خوزستان     | ژوئن ۲۰۰۳   | ژوئن ۲۰۰۴   | ۲۶     | ۱۳     | ۸      | ۵      | ۳۷     | ۲۲      | +۱۵    |        |
| ایران             | استقلال اهواز     | ژوئن ۲۰۰۴   | فوریه ۲۰۰۵  | ۲۰     | ۸      | ۴      | ۸      | ۳۱     | ۲۴      | +۷     |        |
| آلبانی            | دینامو تیرانا     | فوریه ۲۰۰۵  | فوریه ۲۰۰۶  | ۳۶     | ۱۷     | ۱۰     | ۹      | ۵۳     | ۳۵      | +۱۸    |        |
| کرواسی            | هایدوک اسپلیت     | فوریه ۲۰۰۶  | ژوئن ۲۰۰۶   | ۱۲     | ۴      | ۴      | ۴      | ۱۴     | ۱۱      | +۳     |        |
| ایران             | سپاهان اصفهان     | ژوئن ۲۰۰۶   | ژانویه ۲۰۰۸ | ۴۵     | ۲۲     | ۱۴     | ۱۲     | ۶۱     | ۳۵      | +۲۶    |        |
| امارات متحده عربی | النصر امارات      | ژوئیه ۲۰۰۸  | ژوئیه ۲۰۰۹  | ۲۲     | ۶      | ۸      | ۸      | ۳۷     | ۴۰      | -۳     |        |
| ایران             | مس کرمان          | دسامبر ۲۰۰۹ | مه ۲۰۱۰     | ۳۴     | ۱۱     | ۹      | ۱۴     | ۵۵     | ۵۶      | -۱     |        |
| ایران             | گسترش فولاد تبریز | ژوئن ۲۰۱۰   | ژوئن ۲۰۱۱   | ۲۶     | ۱۴     | ۶      | ۶      | ۲۸     | ۲۲      | +۶     |        |
| ایران             | سپاهان اصفهان     | ژوئن ۲۰۱۱   | اکتبر ۲۰۱۱  | ۹      | ۴      | ۲      | ۳      | ۱۴     | ۹       | +۵     |        |
| مجموع             | مجموع             | مجموع       | مجموع       | ۳۰۴    | ۱۴۱    | ۸۱     | ۸۵     | ۴۴۸    | ۳۱۵     | +۱۳۳   |        |

## افتخارات
- جام کرواسی
  - نایب قهرمان: ۱
    - جام کرواسی ۱۹۹۵–۹۶ با واراژدین
- لیگ برتر فوتبال کرواسی
  - نایب قهرمان: ۲
    - لیگ کرواسی سال‌های ۱۹۹۶–۹۷ با هایدوک اسپلیت
    - لیگ کرواسی سال‌های ۱۹۹۷–۹۸ با هایدوک اسپلیت
- جام حذفی فوتبال ایران
  - قهرمان: ۲
    - جام حذفی ۸۵-۱۳۸۴ با سپاهان
    - جام حذفی ۸۶-۱۳۸۵ با سپاهان

  - نایب قهرمان: ۱
    - جام حذفی ۹۳–۱۳۹۲ با مس کرمان
- لیگ قهرمانان آسیا
  - نایب قهرمان: ۱
    - لیگ قهرمانان آسیا ۲۰۰۷ با سپاهان